# Busto

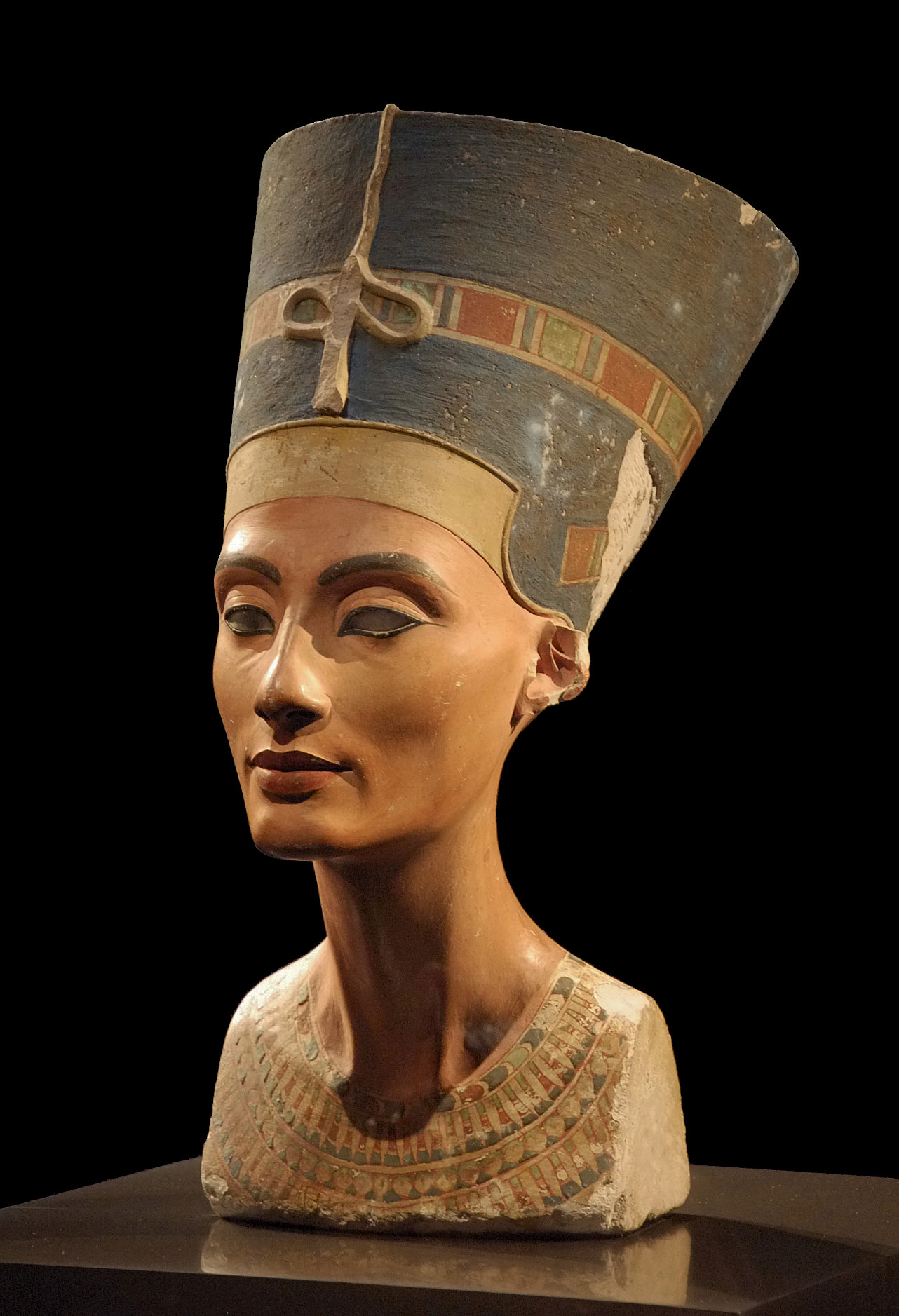
Busto de Nefertiti; c. 1345 a. C.; piedra caliza y yeso; alto: 48 cm, ancho: 20 cm; Neues Museum, Berlín, Alemania.

Un busto es una representación artística de la parte superior del cuerpo humano (cabeza y cuello de una persona, y una porción variable del pecho y los hombros). Puede ser una escultura, pintura, dibujo o grabado. Incluye la cabeza, los hombros, el nacimiento de los brazos y el pecho, o parte de él. No se considera un fragmento parcial de una obra, sino que es, en sí mismo, la obra completa. El busto es generalmente un retrato destinado a registrar la apariencia de un individuo, pero a veces puede representar un tipo. La pieza escultórica normalmente se apoya en un zócalo. Pueden ser de cualquier soporte utilizado para la escultura, como mármol, bronce, terracota, yeso, cera o madera.

## Historia

### Antigüedad
El arte de representar en busto viene de la antigüedad, y aunque existen ejemplares del Antiguo Egipto (realmente, eran cabezas funerarias o modelos de taller), y de la Antigua Grecia, fue durante el Imperio Romano cuando se empezó a representar profusamente a personajes en busto. Generalmente, el representado es un individuo de importancia. Para mantener la memoria del personaje, los bustos eran tallados en materiales duraderos tales como mármol, bronce o granito.
Los bustos son uno de los modos más antiguos de que se sirvieron los hombres para representar a los dioses y a los héroes. Los romanos acostumbraban colocar en el vestíbulo de sus casas, conocido bajo el nombre de atrio, los bustos o retratos de sus parientes difuntos, cada uno con una inscripción que indicaba el nombre, el sobrenombre y su calidad, representándolos con su vestido ordinario o con aquel de la mayor dignidad con que habían sido condecorados. A estos bustos, conservados dentro de una especie de armarios que abrían en ciertos días, se les hacía tomar parte en todos los sucesos de la casa, felices o infaustos, por medio de sus vestidos de luto o fiesta que les mudaban según las circunstancias.
Estos bustos se llevaban también en los funerales de los principales individuos de la misma familia y la distinción de esta estaba en razón directa del número de bustos que seguían a la pompa fúnebre. Se servían igualmente los romanos de bustos para adornar el remate de las bibliotecas, para decorar ciertos lugares de la casa, para embellecer los jardines, los baños, etc
Las cabezas de retratos escultóricos de la antigüedad clásica, que terminan en el cuello, a veces se muestran como bustos. Sin embargo, a menudo se trata de fragmentos de estatuas de cuerpo completo, o fueron creados para ser insertados en un cuerpo existente, una práctica romana común; estos retratos no están incluidos en este artículo. Del mismo modo, las cabezas esculpidas que terminan en el cuello a veces se denominan erróneamente bustos.
El busto retrato fue una invención griega helenística (aunque el busto egipcio que se presenta a continuación precede en cinco siglos a las producciones helénicas), aunque sobreviven muy pocos ejemplos griegos originales, a diferencia de muchas copias romanas de ellos. Hay cuatro copias romanas como bustos de Pericles con el casco corintio, pero el original griego era una estatua de bronce de cuerpo entero. Fueron muy populares en el retrato romano.
La tradición romana puede haberse originado en la tradición de las familias patricias romanas de guardar máscaras de cera, tal vez máscaras mortuorias, de miembros muertos, en el atrio de la casa familiar. Cuando moría otro miembro de la familia, estos eran usados por las personas elegidas para la adecuada formación en procesión en el funeral, frente al cuerpo apuntalado del difunto, como relataba "asombrado" Polibio, desde su larga estancia en Roma a partir de 167 a. C. Posteriormente parecen haber sido sustituidas o complementadas por esculturas. La posesión de tales imagines maiorum ("retratos de los antepasados") era un requisito para pertenecer a la orden ecuestre.

### Edad Media
Algunos relicarios se formaron como bustos, en particular el famoso Busto de Carlomagno en oro, todavía en el tesoro de la catedral de Aquisgrán, de c. 1350
. Por lo demás, era un formato poco común.

### Renacimiento
Los bustos comenzaron a revivir en una variedad de materiales, incluyendo terracota pintada o madera y mármol. Inicialmente, la mayoría eran de fondo plano y terminaban ligeramente por debajo de los hombros. Francesco Laurana, nacido en Dalmacia, pero que trabajó en Italia y Francia, se especializó en bustos de mármol, mayoritariamente de mujeres.

### Barroco
El estilo romano de fondo redondo, que incluía un zócalo (un pedestal o pedestal corto) o estaba diseñado para colocarse sobre él, se volvió más común. Gian Lorenzo Bernini, afincado en Roma, retrató bustos de papas, cardenales y monarcas extranjeros como Luis XIV. Su Busto del rey Carlos I de Inglaterra (1638) ahora se ha perdido; Artista y sujeto nunca se encontraron, y Bernini trabajó a partir del triple retrato pintado por Van Dyck, que fue enviado a Roma. Casi 30 años después, su busto del joven Luis XIV tuvo una gran influencia en los escultores franceses. El rival de Bernini , Alessandro Algardi, fue otro escultor destacado en Roma.

### Cronología pictórica

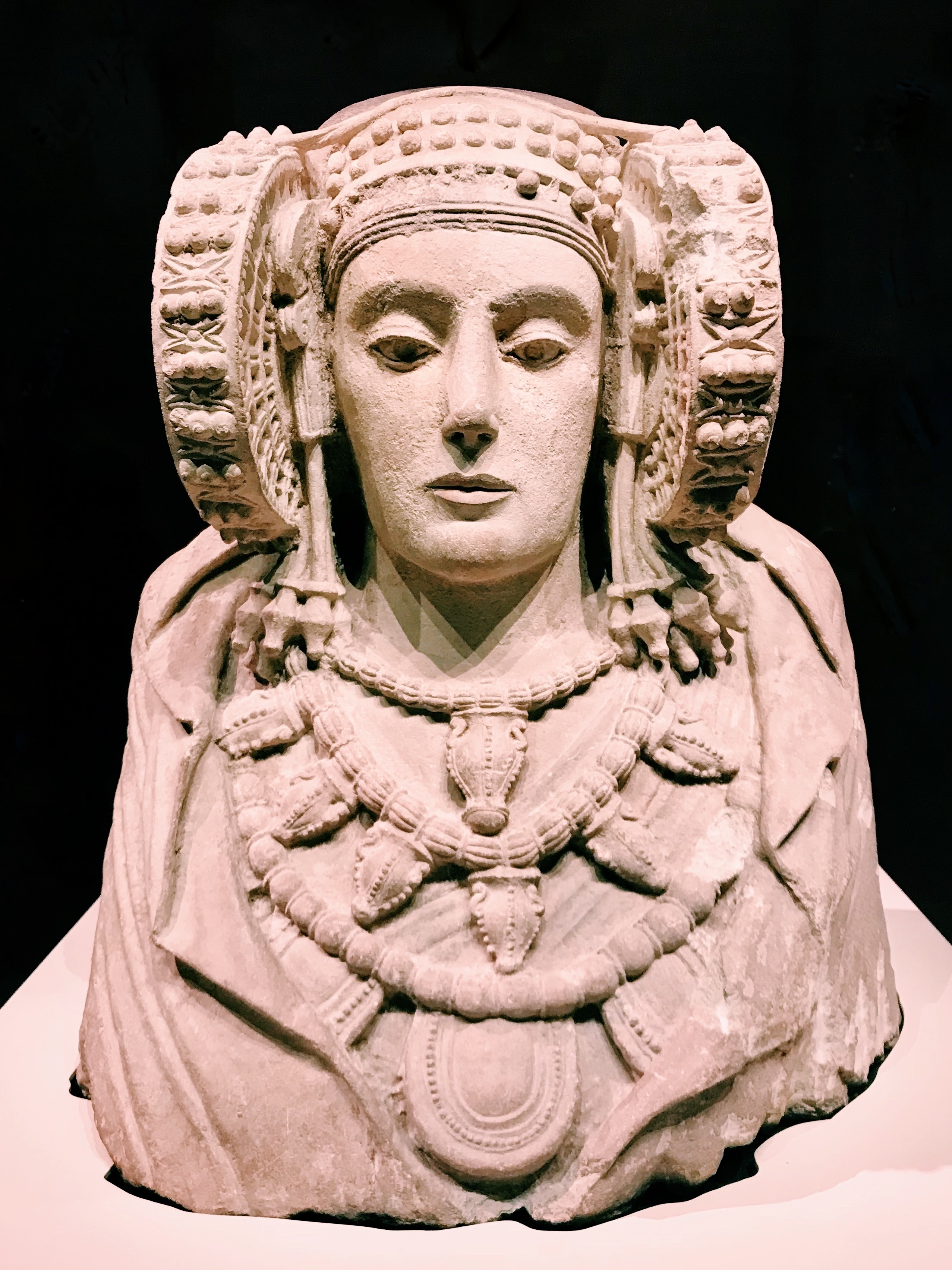
Dama de Elche (piedra caliza, íbera, siglo IV a.C.)
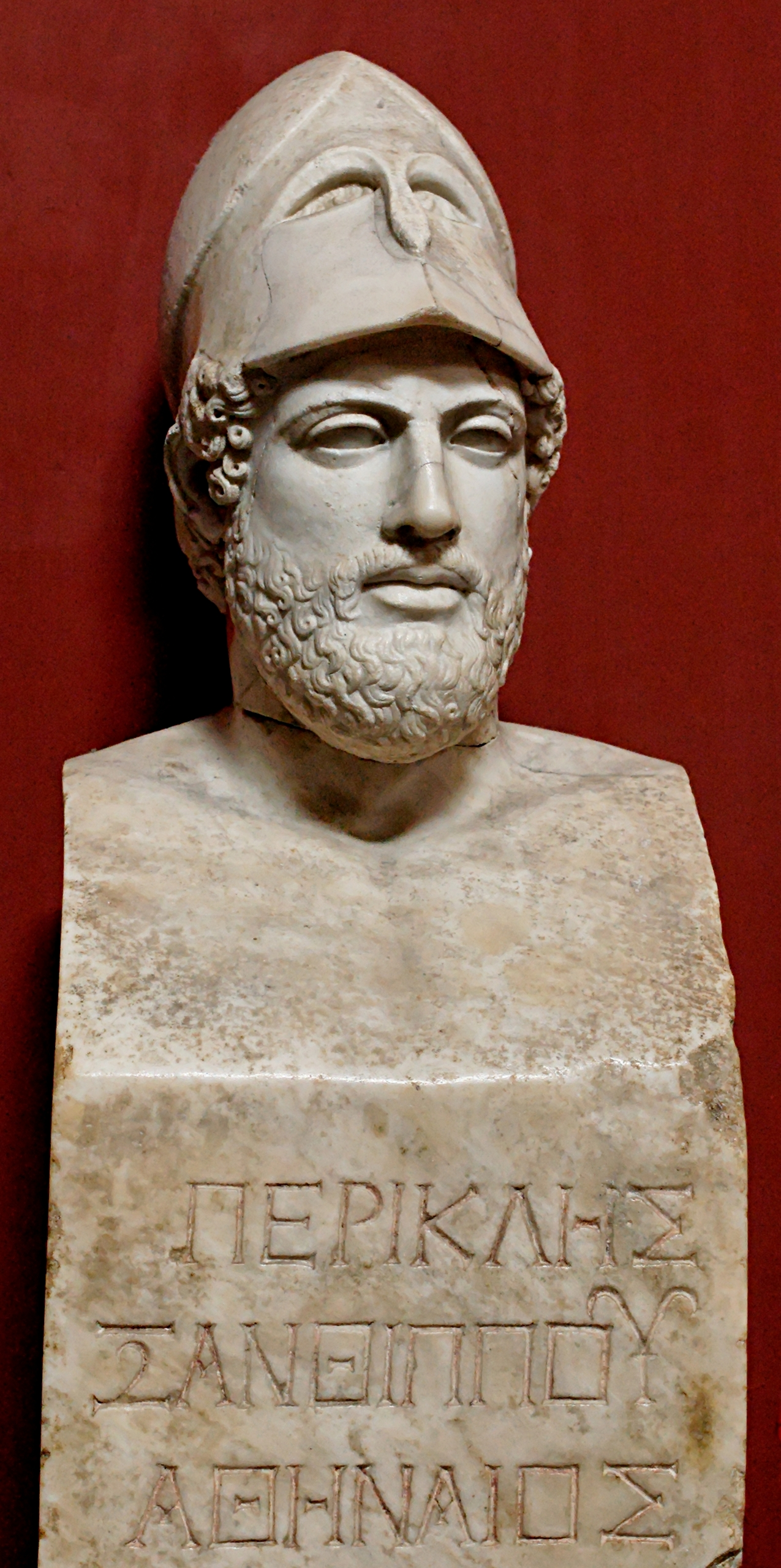
Pericles con casco corintio (mármol, romano según un original griego, c. 430 a. C.)
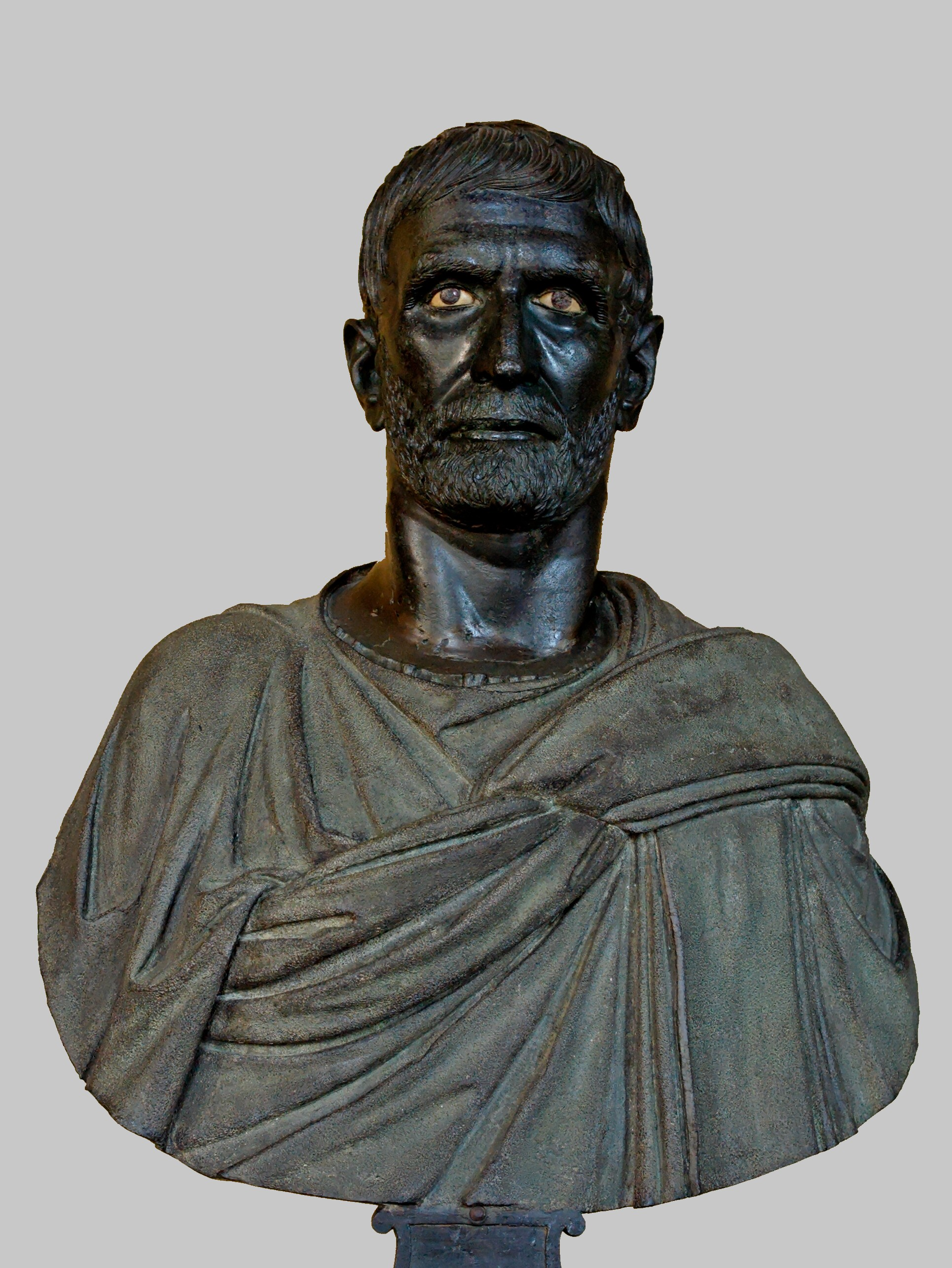
Busto de bronce de Lucio Junio Bruto, el Bruto Capitolino (finales del siglo IV a.C. a principios del siglo III a.C.)
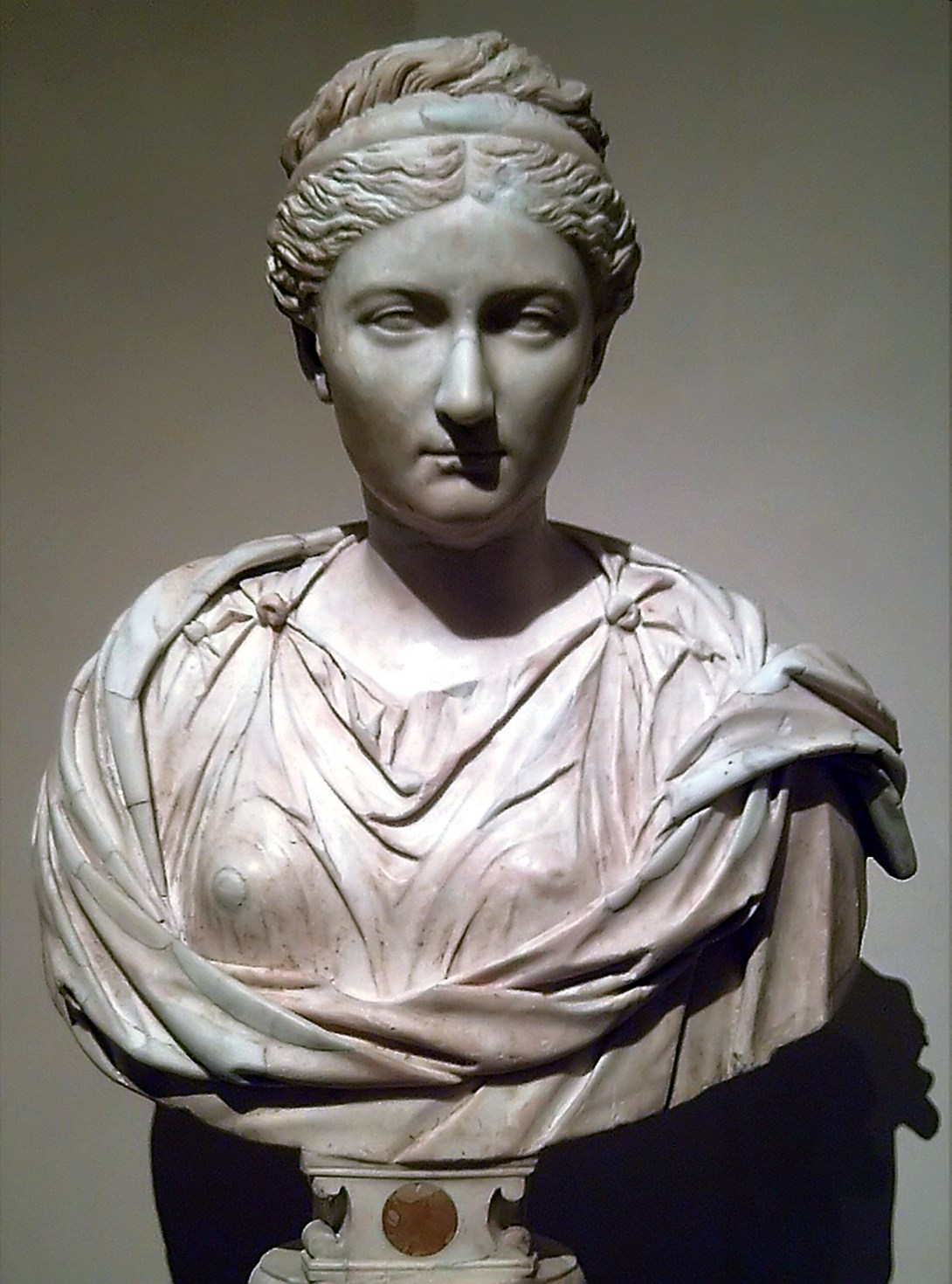
La emperatriz Vibia Sabina (c. 130 d.C.)
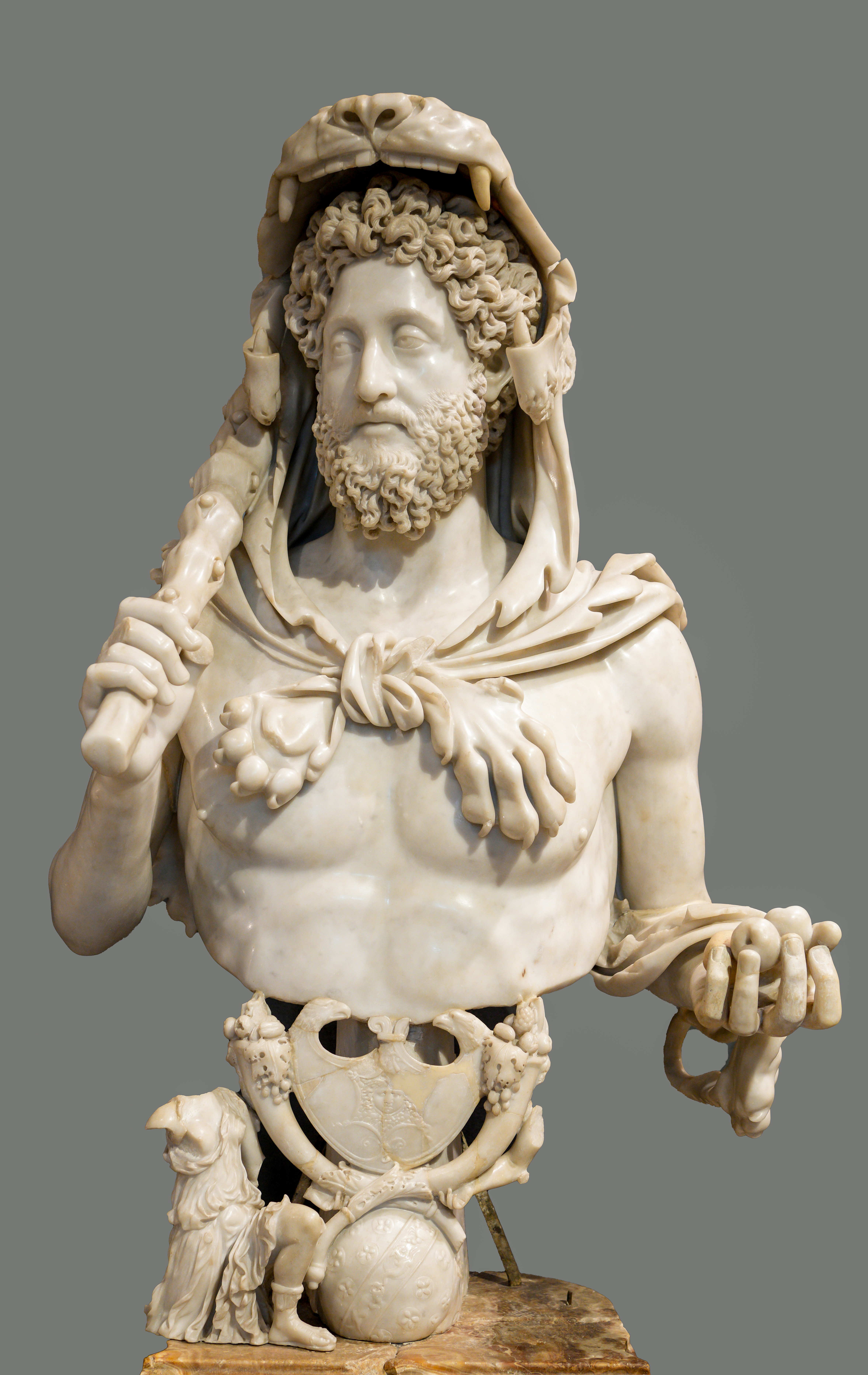
El emperador Cómodo como Hércules (c. 191 d.C., en el estilo "barroco" imperial tardío)
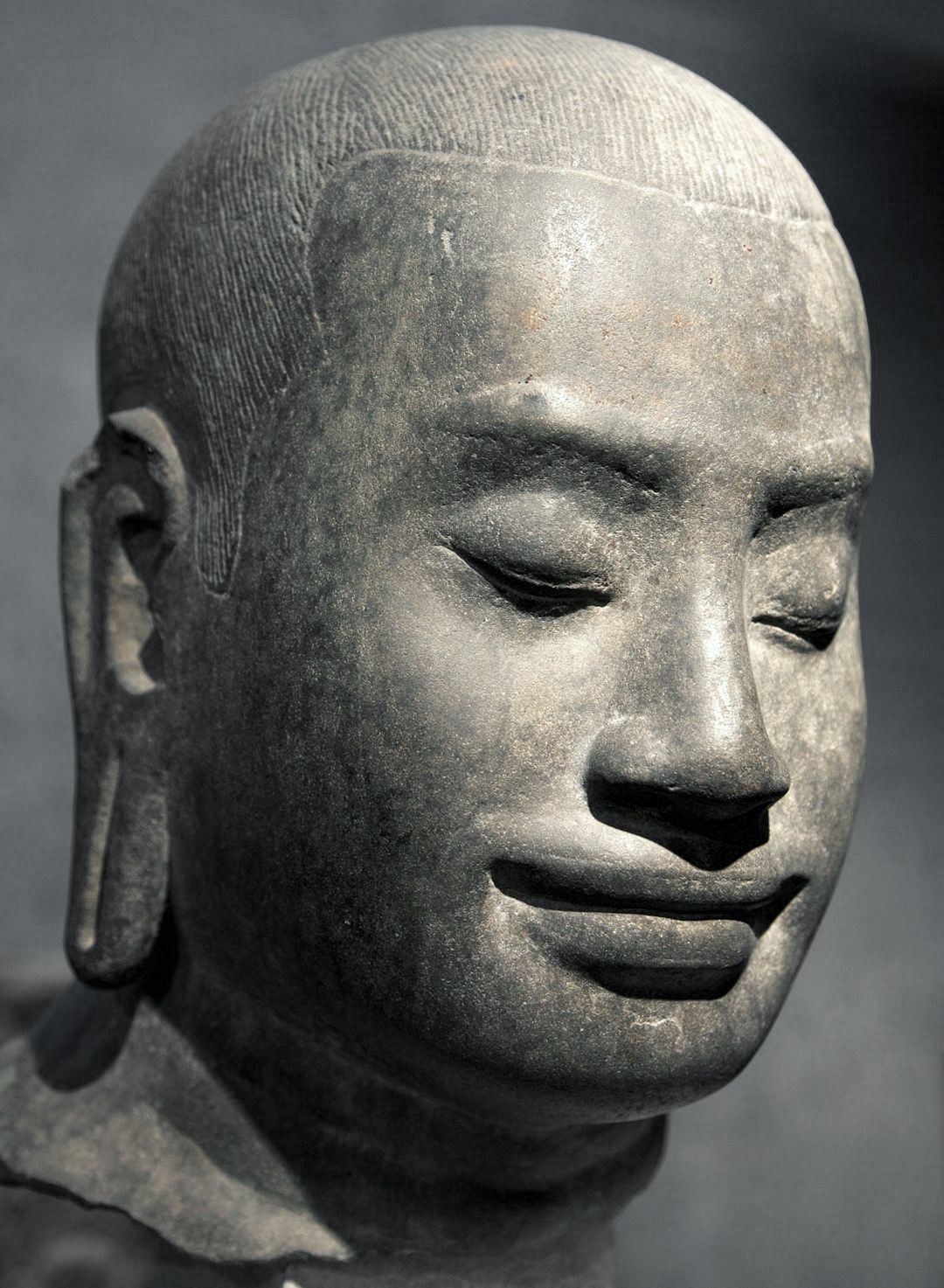
Busto de Jayavarman VII (c. 1181-1218, en el Museo Guimet)
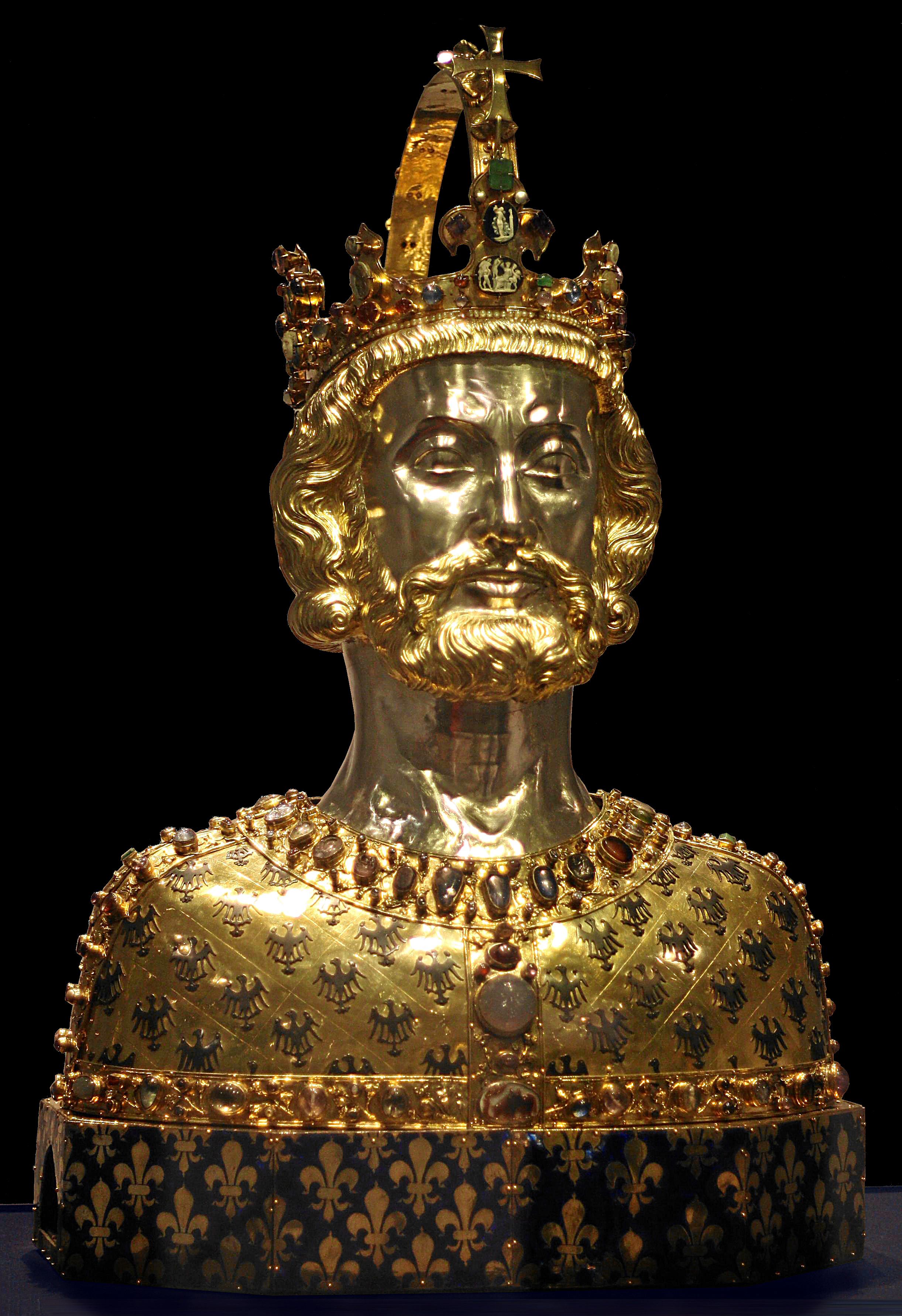
Busto relicario de Carlomagno (oro, tesoro de la catedral de Aquisgrán c. 1350 )
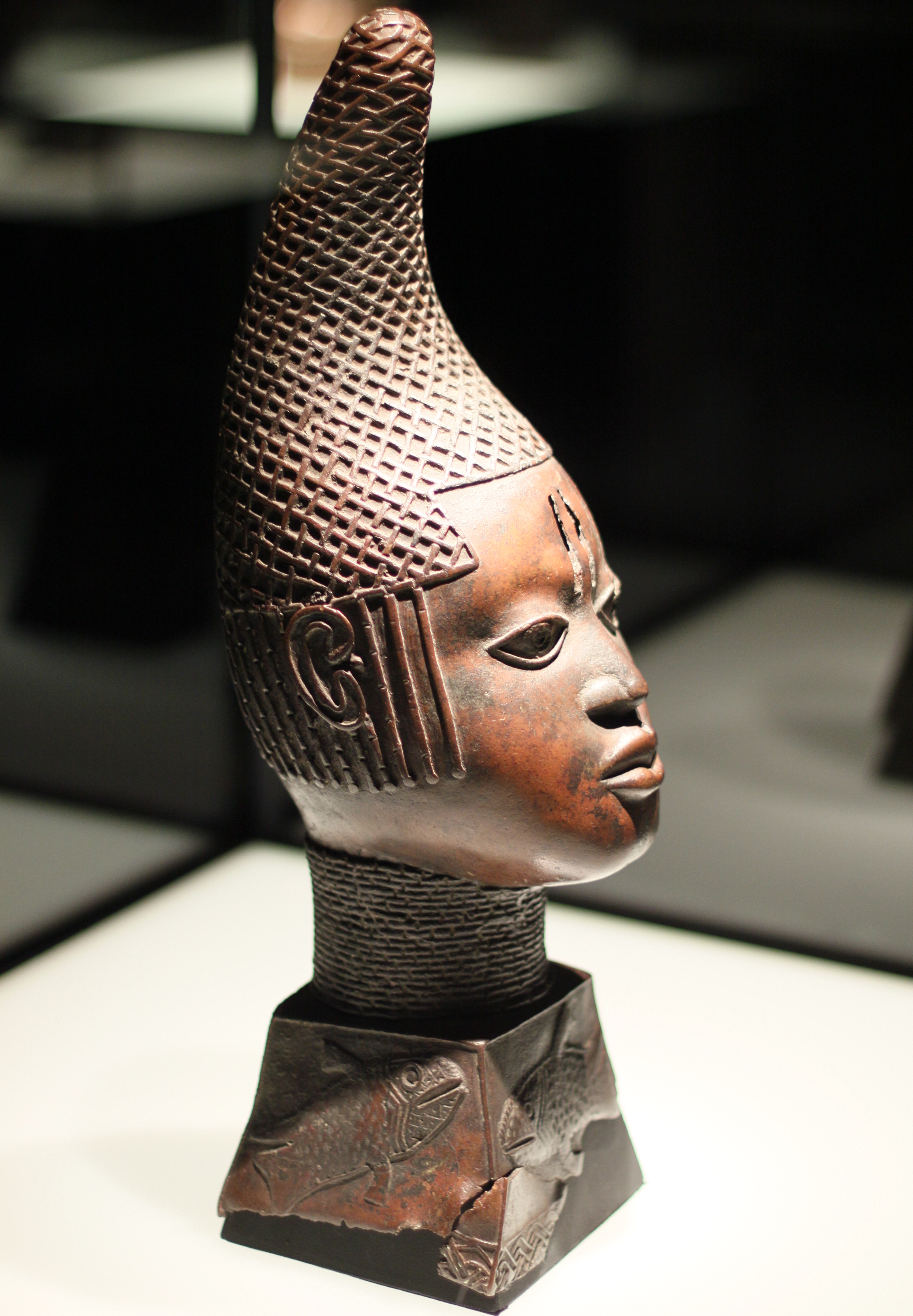
Idia iyoba del Reino de Benín, Nigeria (siglo XVI)
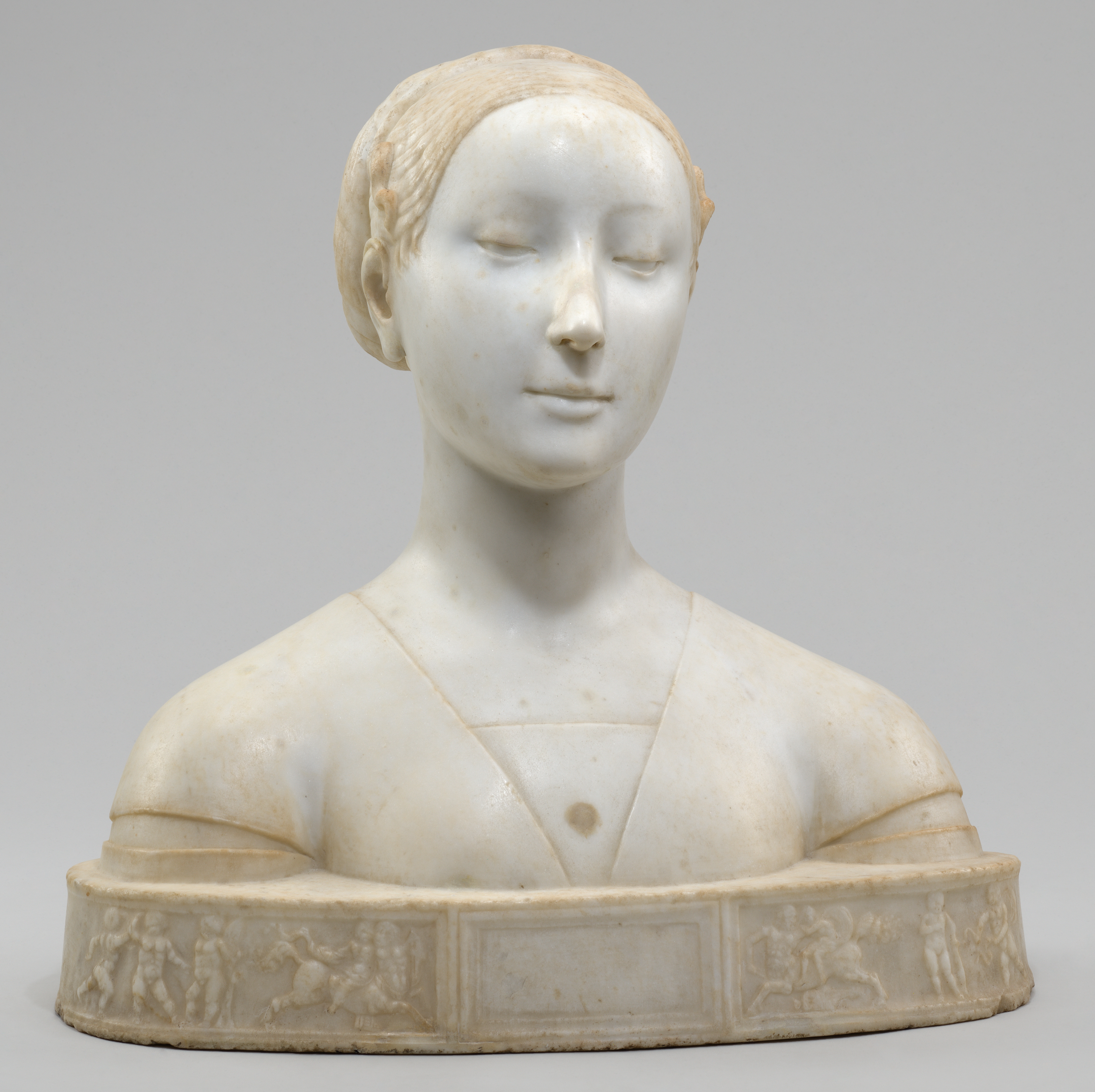
Francesco Laurana, Princesa de la casa de Aragón, c. 1475
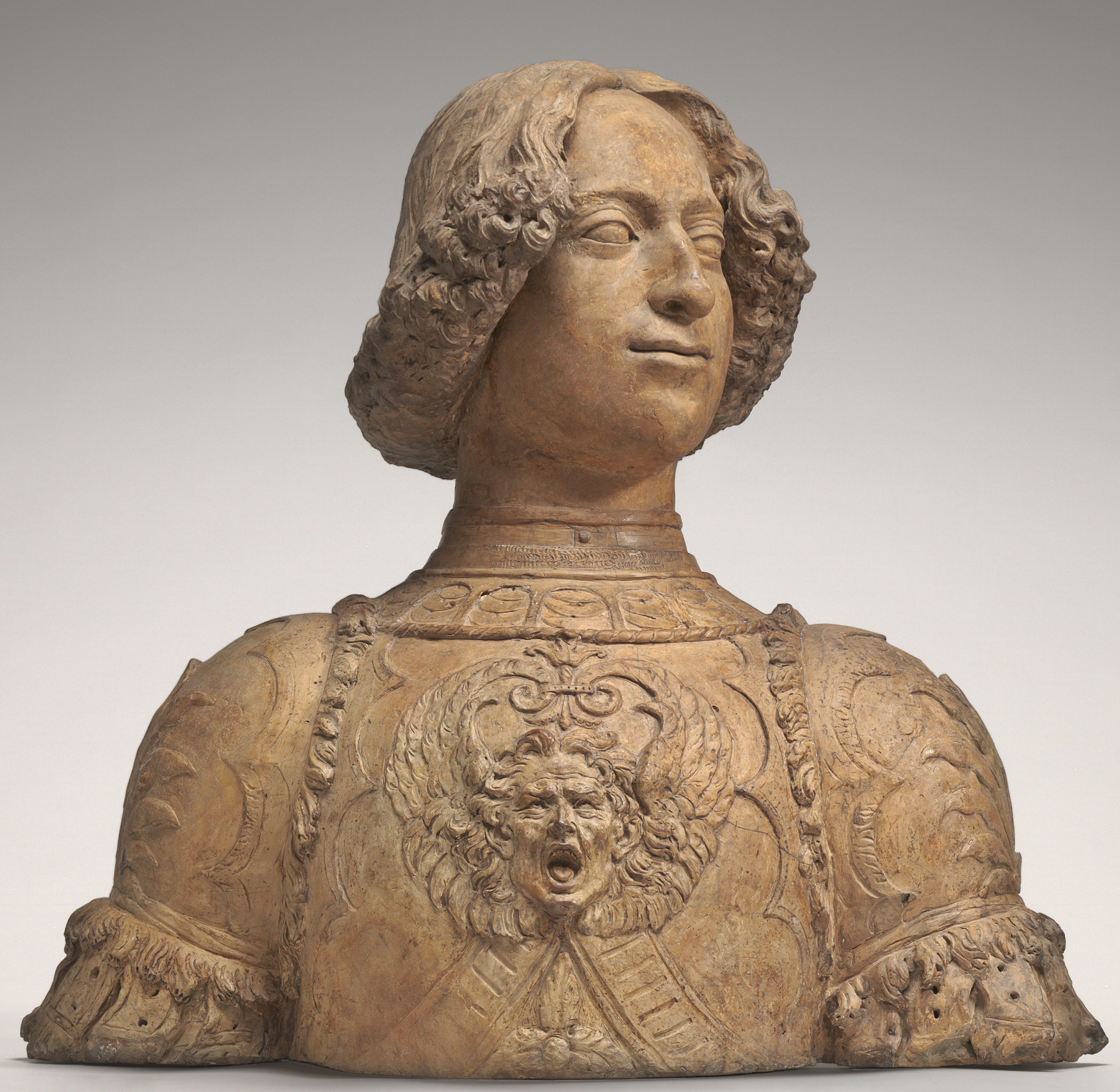
Giuliano de' Medici por Andrea del Verrocchio (terracota, 1475–85)
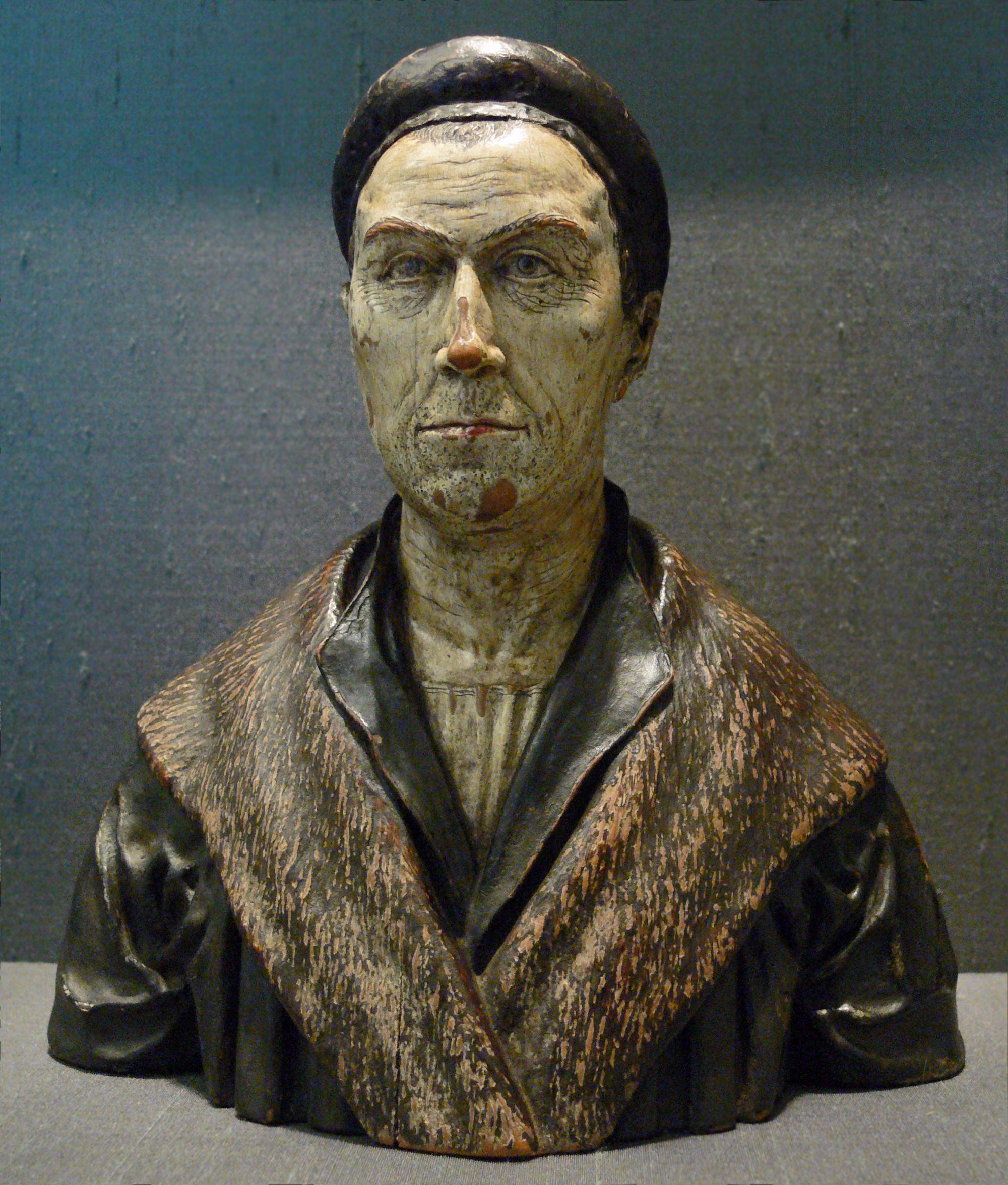
Jacobo Fúcar por Conrat Meit (madera policromada, c. 1515)
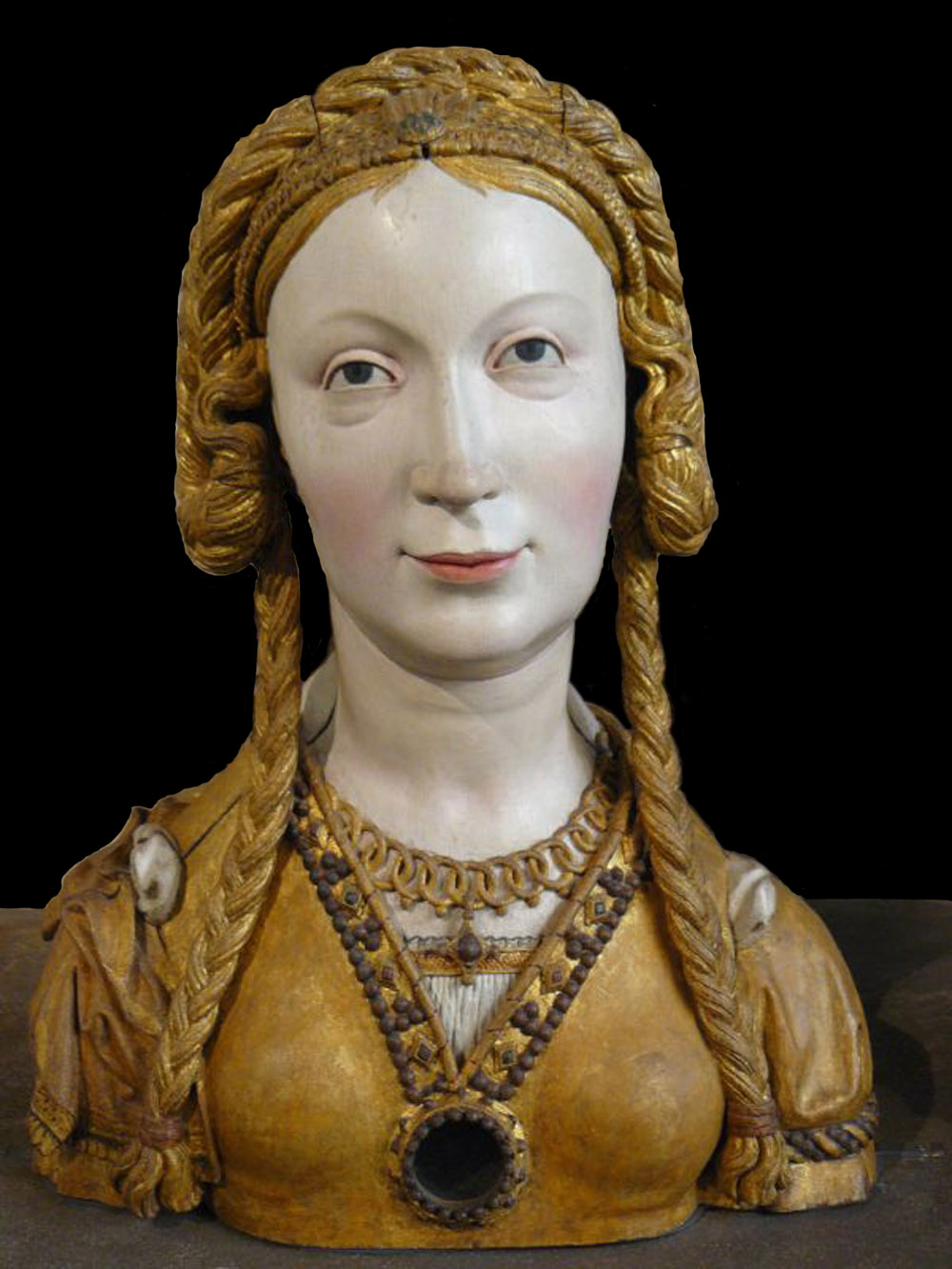
Relicario de una santa (roble, pintura, dorado, 1520-30)
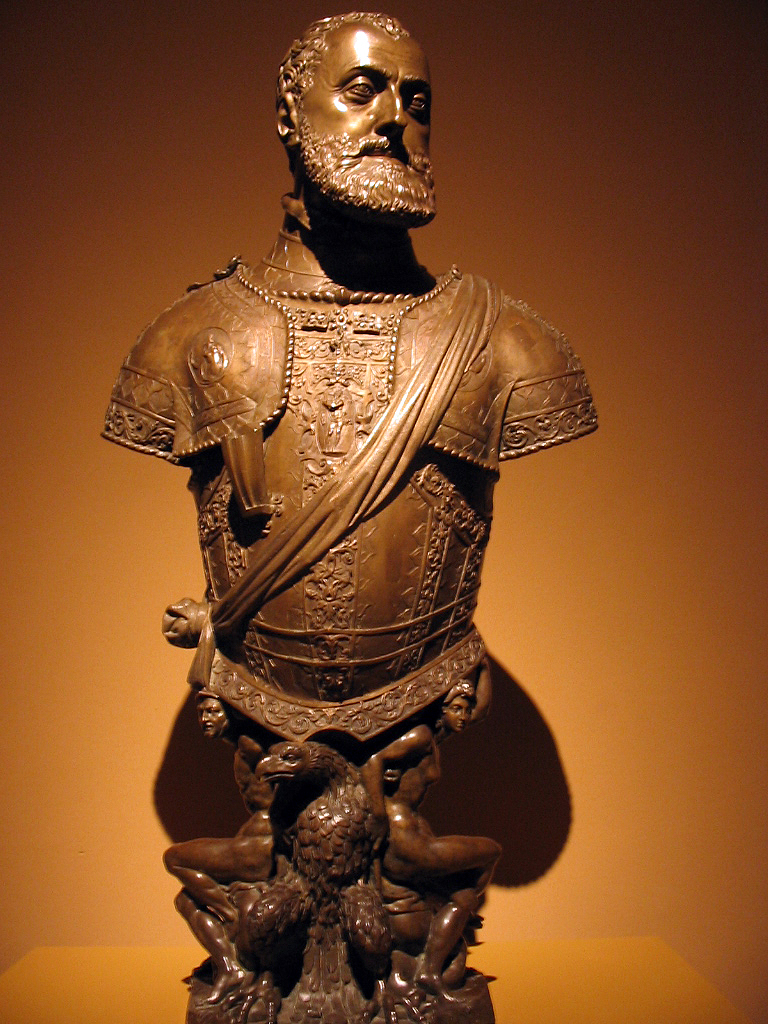
Carlos I, rey de España y emperador del Sacro Imperio Romano Germánico, por León y Pompeo Leoni (bronce, 1553, Museo del Prado)
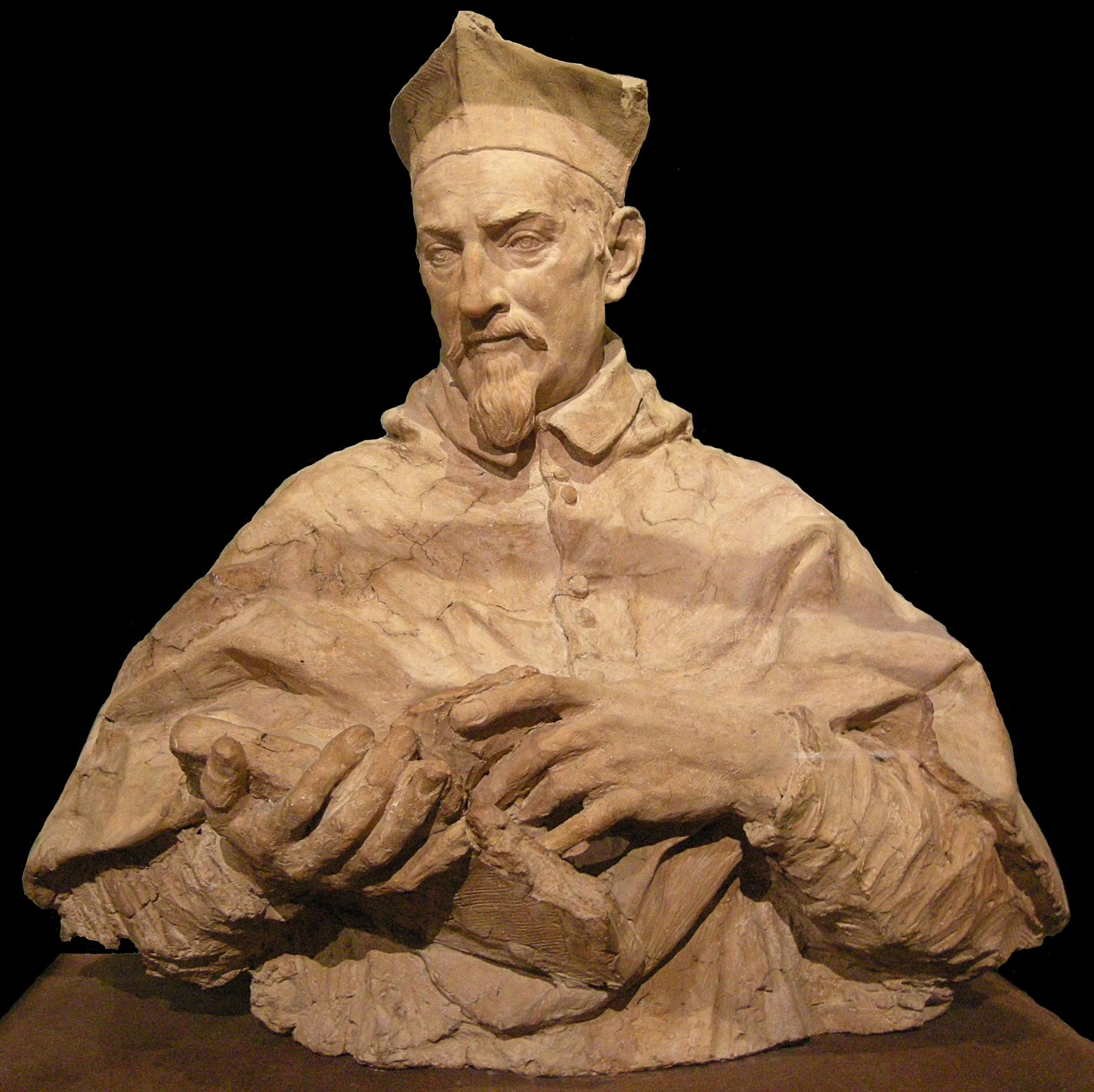
Modelo de terracota de Alessandro Algardi del cardenal Paolo Emilio Zacchia, c. 1650
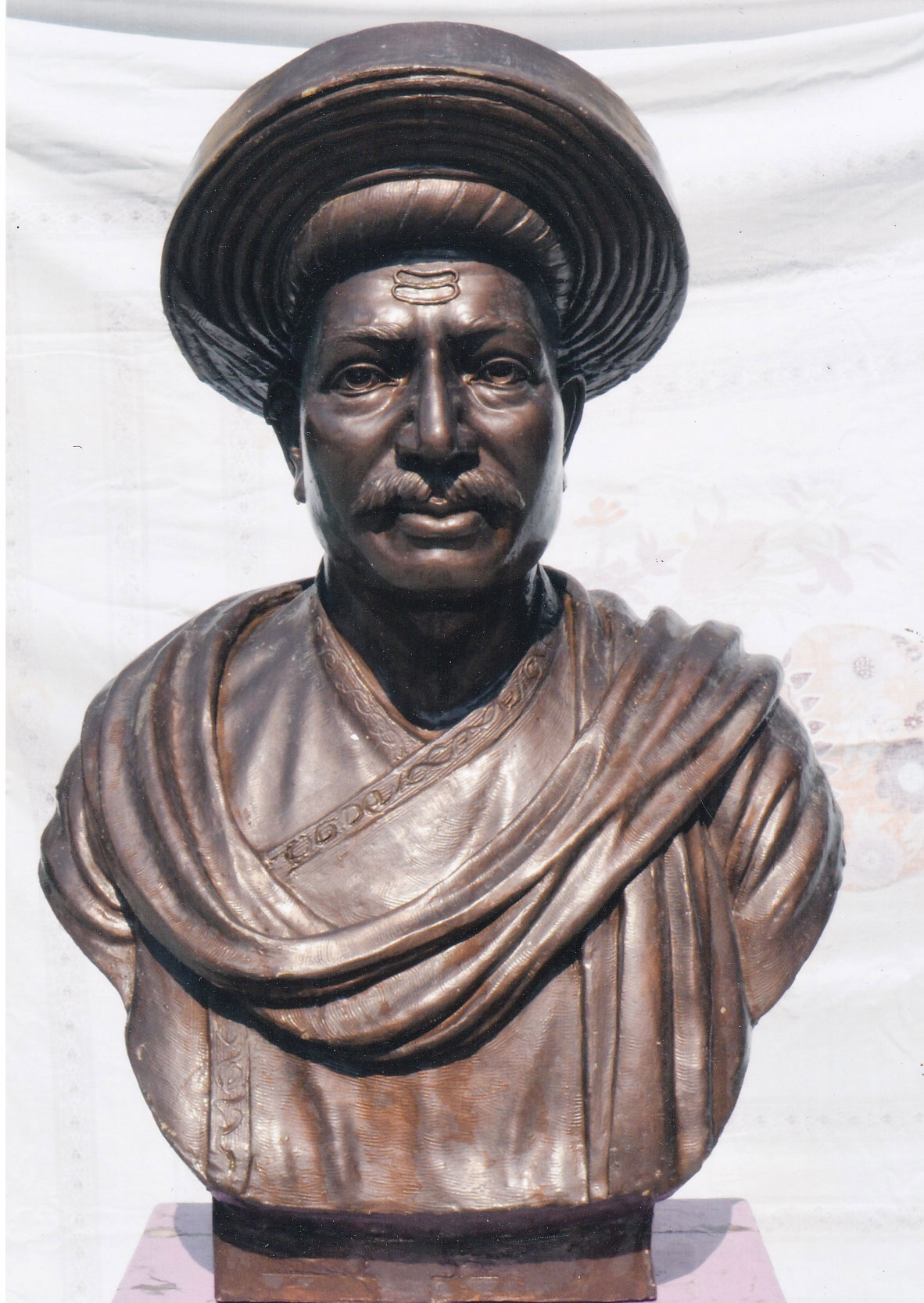
Ramchandra Pant Amatya, el Ministro de Finanzas del Imperio Maratha (1674–1689)
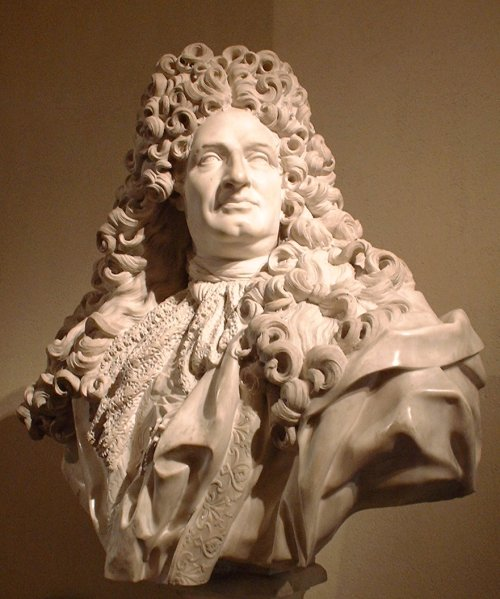
Jules Hardouin-Mansart de Jean-Louis Lemoyne (mármol, 1703)
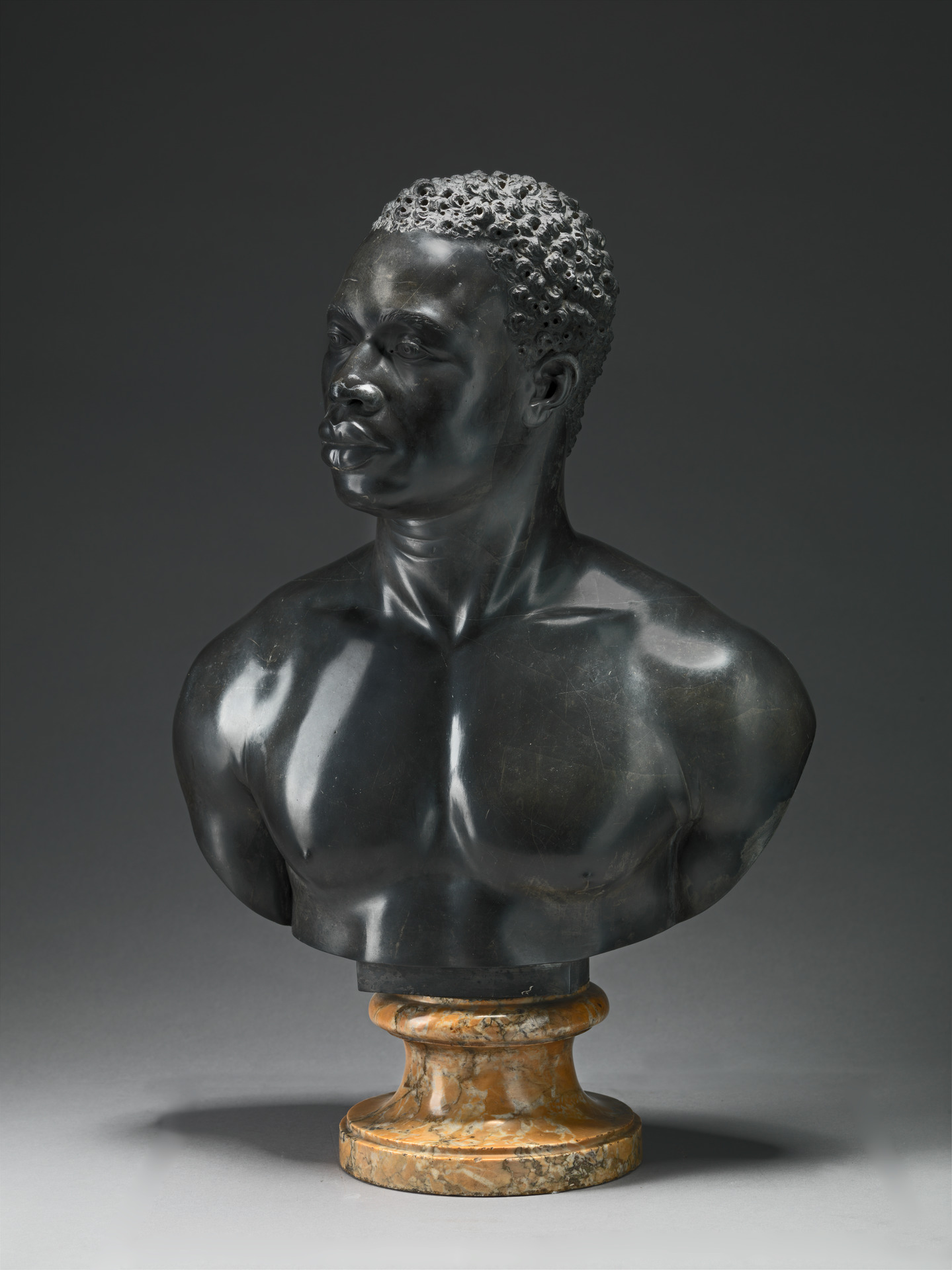
Busto de un hombre del taller de Francis Harwood (piedra caliza negra, c. 1758)
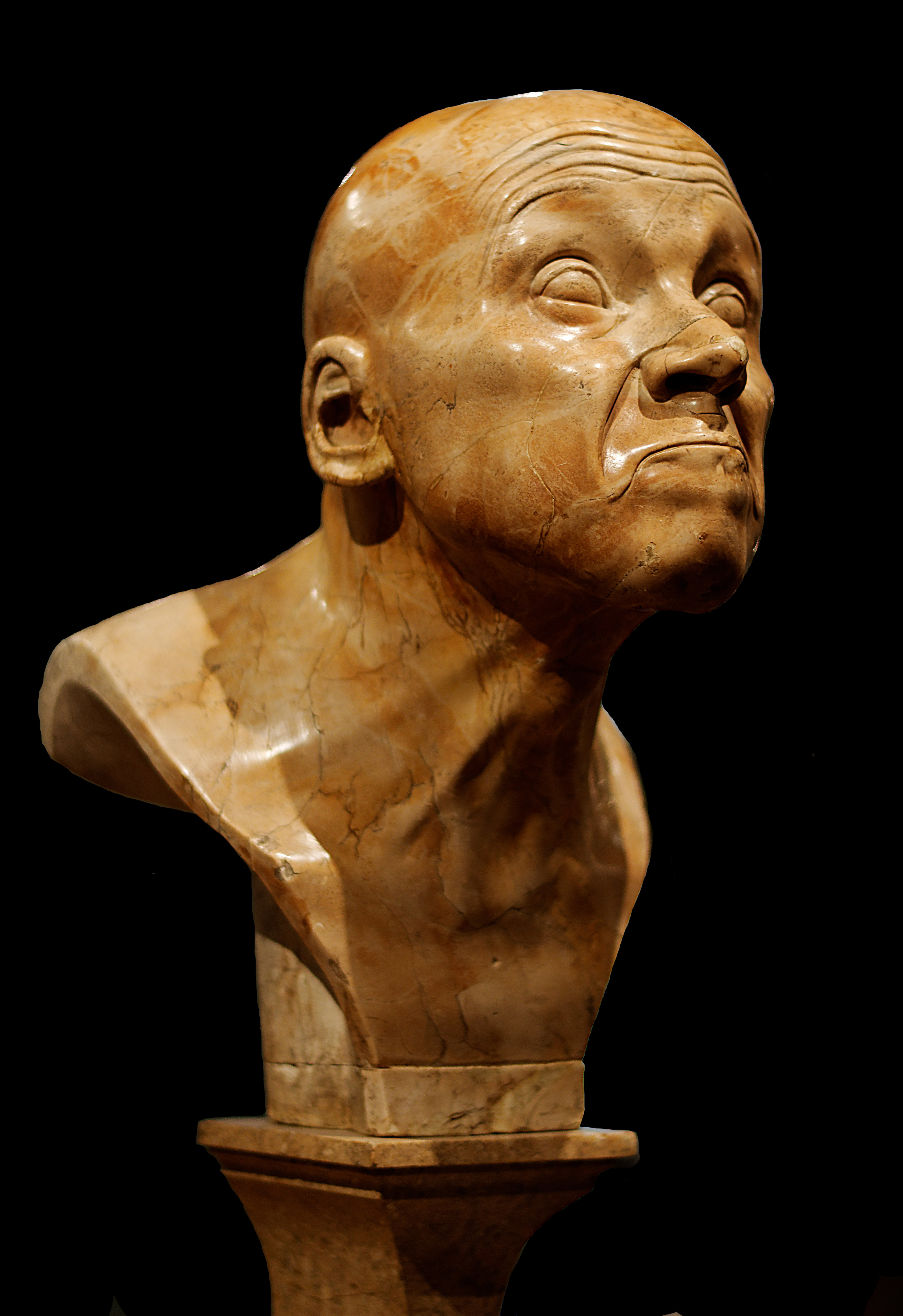
Simplicidad del más alto grado, novena de una serie de cabezas de caracteres de Franz Xaver Messerschmidt (alabastro, 1770)
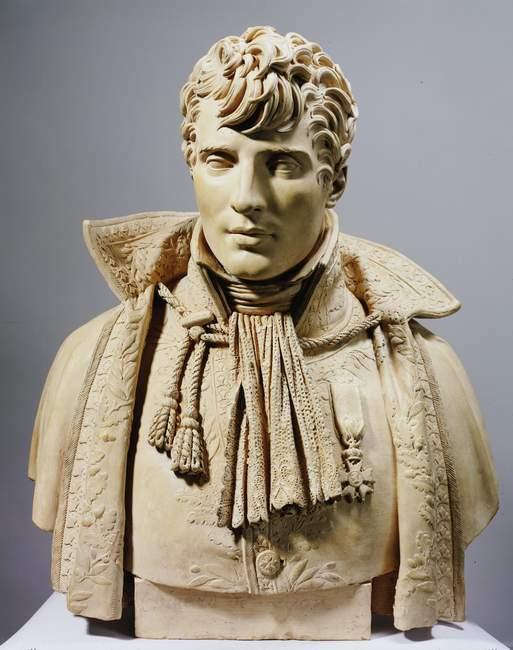
Étienne Vincent-Marniola por Joseph Chinard (terracota, 1809)
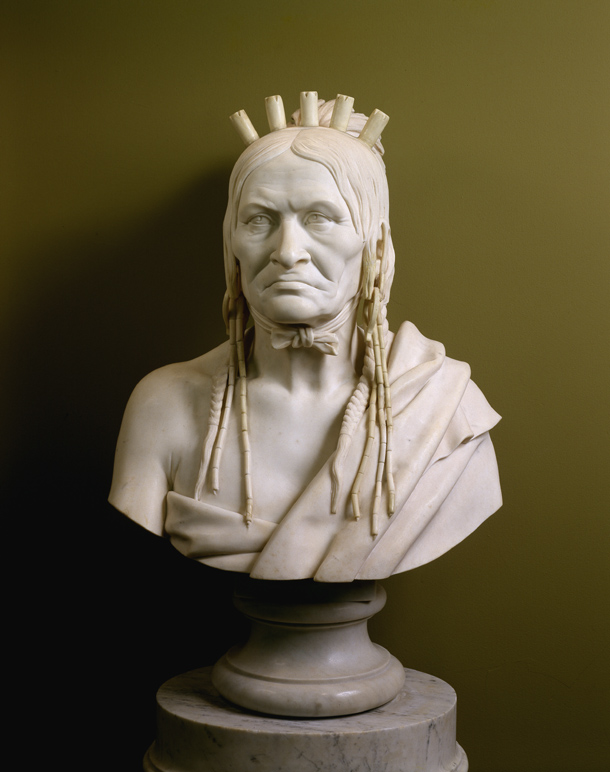
Beshekee por Francis Vincenti (mármol, 1855–56)
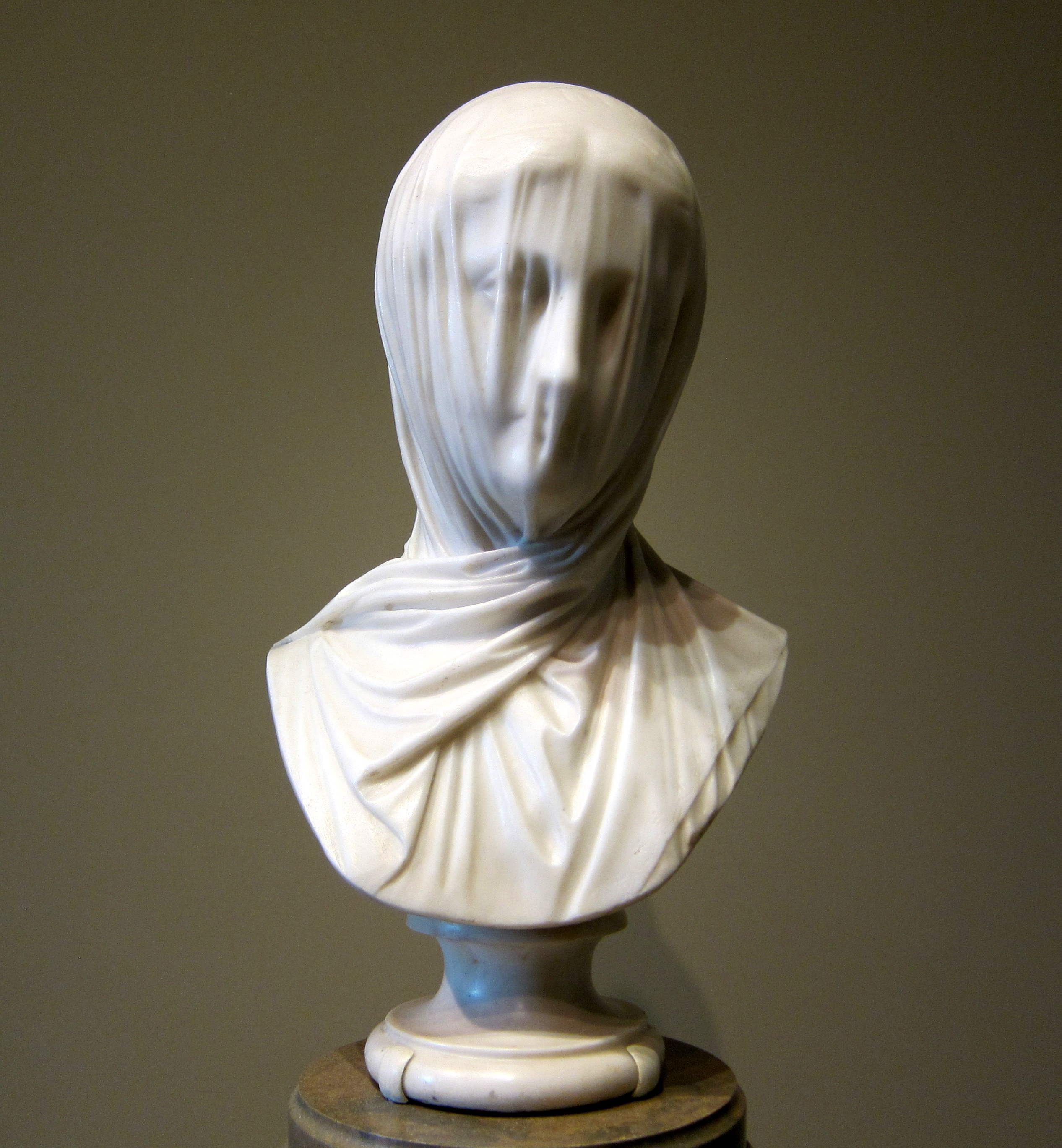
La monja velada (mármol, c. 1863)
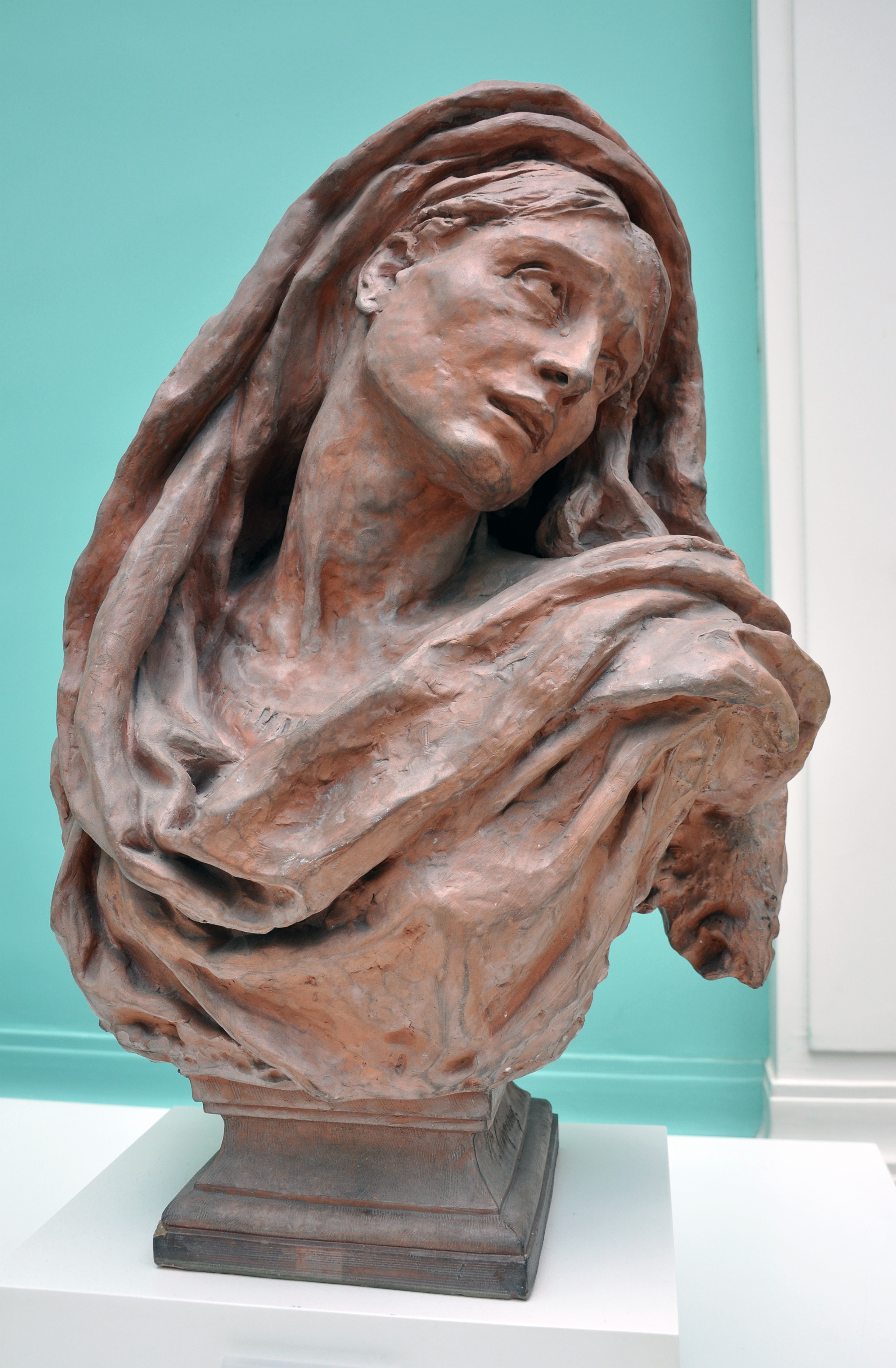
Mater Dolorosa por Jean-Baptiste Carpeaux (terracota, 1869–70)
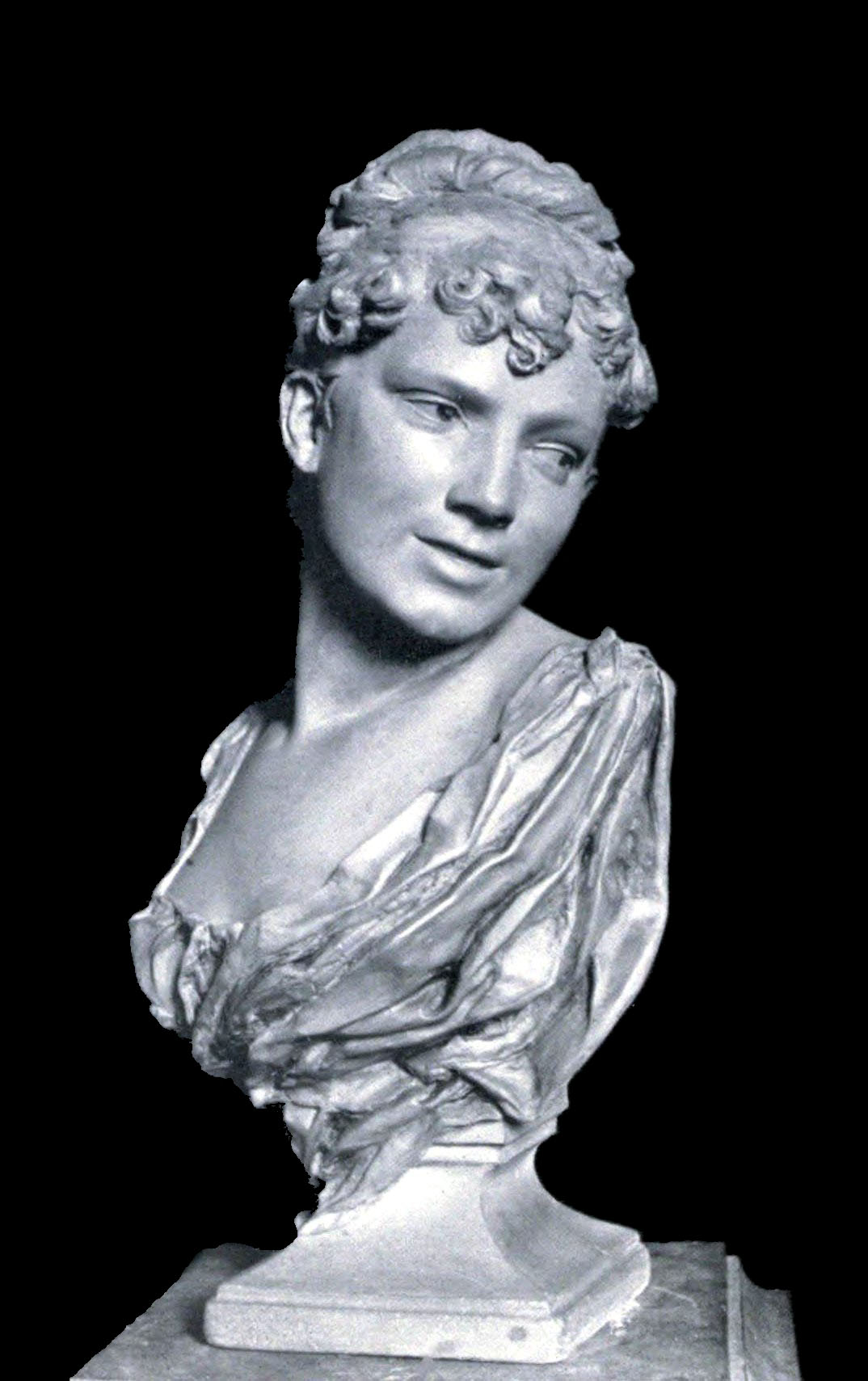
Jeanne Granier por Francis de Saint-Vidal (finales siglo XIX)
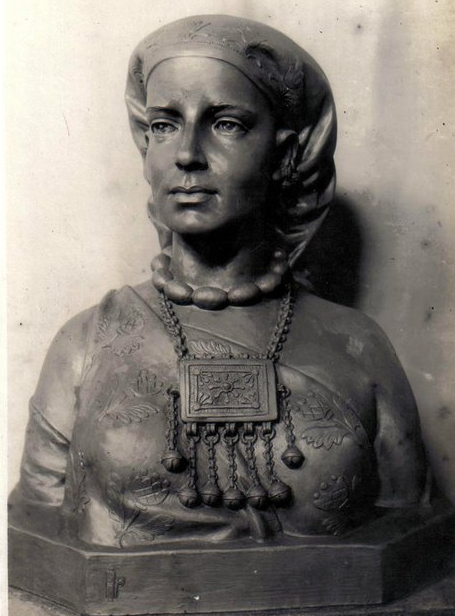
Faduma Ali, esposa del príncipe Luis Amadeo de Saboya, duque de los Abruzos (Somalia italiana, c. 1920)
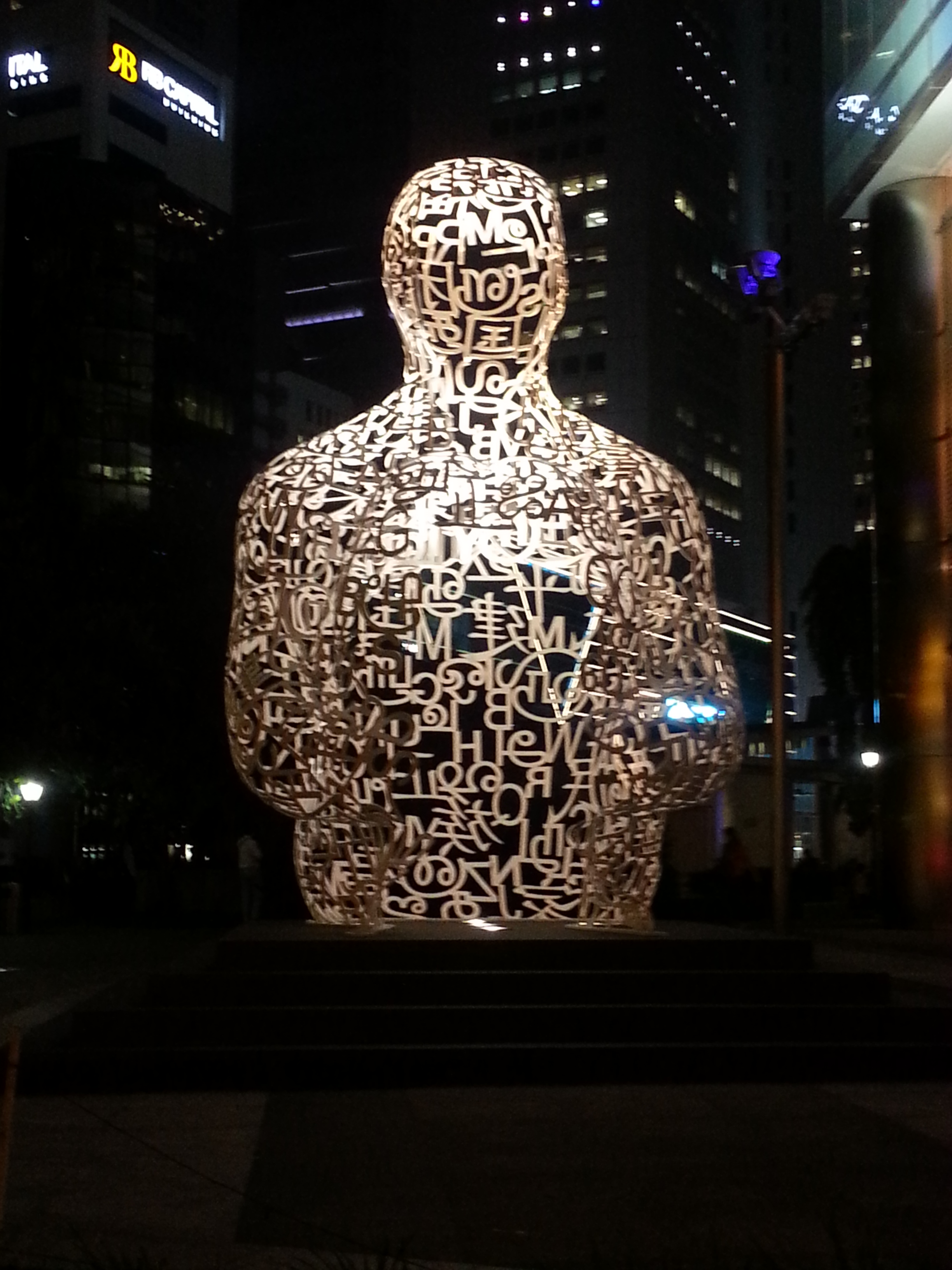
Singapore Soul (2011) por Jaume Plensa
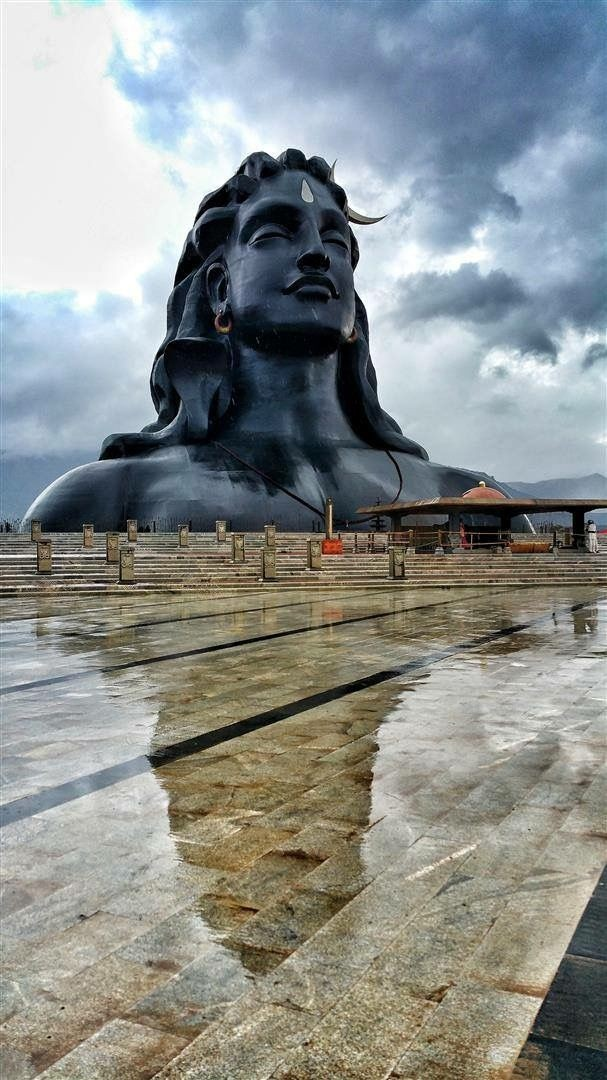
Busto de Adiyogi Shiva (2017) en Tamil Nadu, el busto más grande del mundo

## Etimología

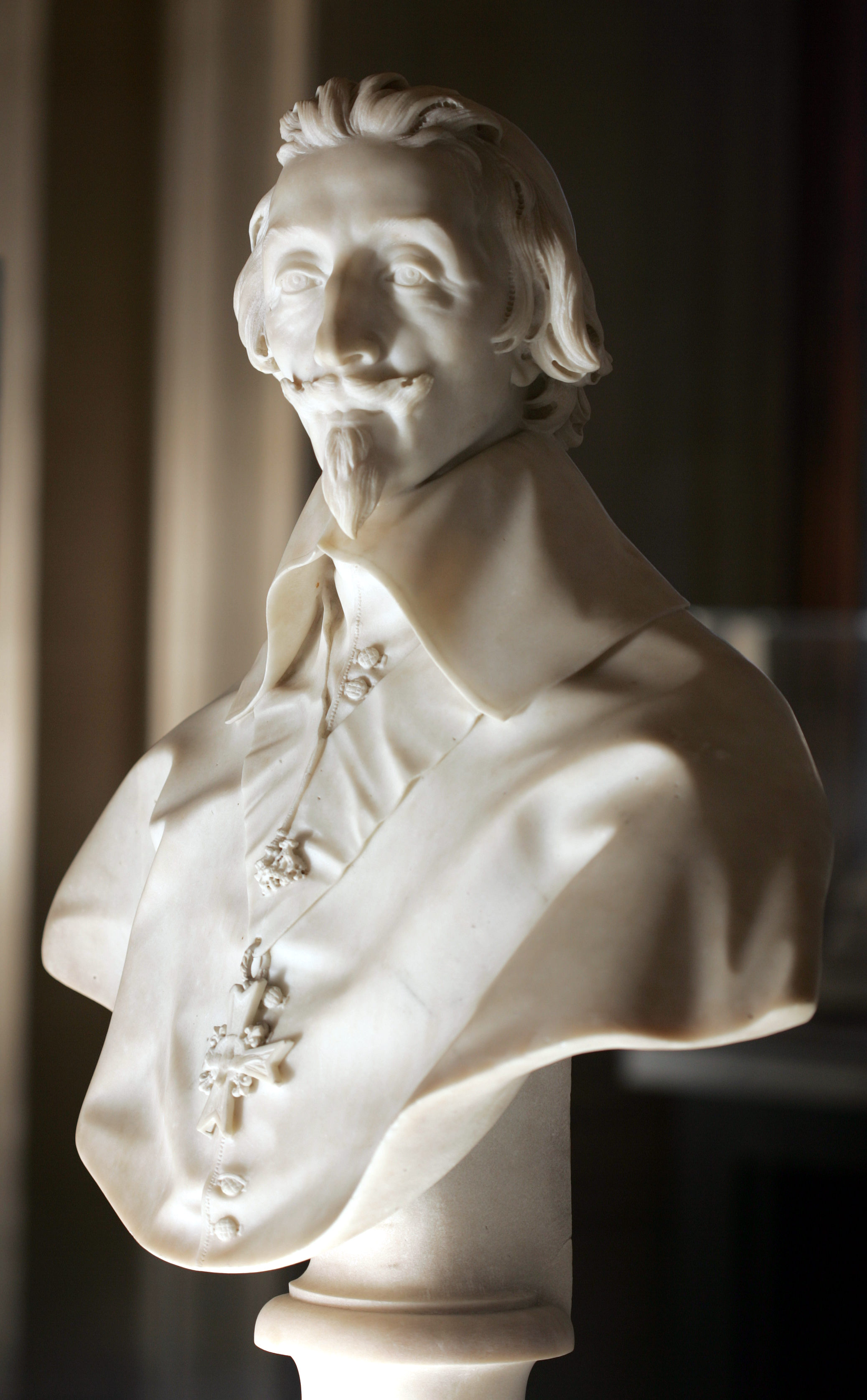
Busto del Cardenal Richelieu, esculpido por Bernini. Louvre.

Algunos autores son de opinión que el nombre busto se deriva de la voz alemana brust, pecho; pero parece más probable que la costumbre de adornar los monumentos fúnebres con el retrato o busto de la persona a quien se dedicaban dio lugar a llamar los bustos con el mismo nombre que se aplicó a las tumbas o sepulcros mismos, bustum en latín. Así es que los bustos de los primeros mártires cristianos, llamados thoraces en un principio, se llamaron después bustos, porque eran colocados en el lugar mismo de su sepultura o en el que habían encontrado sus reliquias, de modo que las voces thoraces y bustos pasaron a ser sinónimas.

## Tipos de bustos
Se llama busto geminado al busto de dos caras representando dos personajes de rostro diferentes y colocados espalda contra espalda, pero por lo común formando un todo por medio de la unión de las partes superiores de la cabeza y del tocado.
Por similitud, aunque impropiamente, también se suele denominar busto a los fragmentos de las estatuas de la Antigüedad que conservan relativamente íntegra la parte superior. 